# Off the Ground
Off the Ground är ett musikalbum från 1993 av den brittiske popartisten Paul McCartney.
Samma band som Paul använt till världsturnén efter Flowers in the Dirt deltog i inspelningarna av detta album (med undantag för att trummisen Chris Whitten bytts ut mot Blair Cunningham (från Pretenders). Off the Ground är på många sätt en efterföljare till Flowers in the Dirt: några Elvis Costello-låtar, samma band, och låtar som lämpar sig för en arenaturné.
Som vanligt med efterföljare till populära album blev mottagandet något mer dämpat för Off the Ground.
Paul valde att släppa fyra singlar från skivan:
- "Hope of Deliverance"

B-sidor: "Long Leather Coat", "Big Boys Bickering", "Kicked Around No More", "Deliverance"
- "C'mon People"

B-sidor: "I Can't Imagine", "Deliverance", "Keep Coming Back To Love" och "Down To The River"
- "Off the Ground"

B-sidor: "Cosmically Conscious", "Soggy Noodle", "Style Style" och "Sweet Sweet Memories"
- "Biker Like an Icon"

B-sidor: "Midnight Special", "Things We Said Today"

## Låtlista
Alla låtar skrivna av McCartney om inget annat anges 
1. "Off the Ground"
2. "Looking for Changes" 
  - En av få låtar där djurrättsaktivisten McCartney kommer till tals.
3. "Hope of Deliverance"
4. "Mistress and Maid" - (McCartney/MacManus)
5. "I Owe It All to You"
6. "Biker Like an Icon" 
  - Inspiration till låtens titel fick Paul från de två kameratillverkarna Leica och Nikon.
7. "Peace in the Neighbourhood"
8. "Golden Earth Girl"
9. "The Lovers that Never Were" - (McCartney/MacManus)
10. "Get out of My Way"
11. "Winedark Open Sea"
12. "C'mon People"
  - Direkt efter den här låten finns en låtstump vid namn "...and Remember to Be Cosmically Conscious". En fullständig version av den låten gavs ut som B-sida under namnet Cosmically Conscious.